# Gamal Abdel Nasser (Schiff)
Die Gamal Abdel Nasser ist ein amphibisches Angriffsschiff und Hubschrauberträger der französischen Mistral-Klasse. Er steht heute im Dienst der ägyptischen Marine.

## Geschichte
Das Schiff wurde am 17. Juni 2011 von Russland gemeinsam mit seinem Schwesterschiff Sewastopol als Wladiwostok bestellt, nachdem bereits am 8. Februar 2010 ein Vorvertrag geschlossen worden war. Das Schiff wurde 2012 bei STX France in Saint-Nazaire auf Kiel gelegt. Das Schiffsheck wurde in Polen gefertigt und Juli 2013 nach Frankreich zum Zusammenbau geschleppt. Der Stapellauf fand am 15. Oktober 2013 statt. Im August 2015 wurde der Vertrag mit Russland vor dem Hintergrund der Russischen Annexion der Krim einvernehmlich aufgelöst und ein neuer Käufer gesucht. Im September 2015 wurde das Schiff zusammen mit dem Schwesterschiff Anwar al-Sadat, ursprünglich Sewastopol, an Ägypten verkauft und am 2. Juni 2016 abgeliefert.
International bekannt wurde dieses Schiff unter anderem durch etliche Medienberichte zur Beschaffung des Schiffes und dessen Ausstattung.
Ägypten erwarb in der Folge russische Kampfhubschrauber des Typs Ka-52K „Katran“ für seine Schiffe. Bei der Marineübung „Friendship Bridge 2019“ waren zum ersten Mal Marinehubschrauber russischer (Kamow Ka-52K) und amerikanischer Herkunft (AH-64 Apache) von der Gamal Abdel Nasser aus im Einsatz.

## Das Schiff
In einigen Presseberichten über die ursprünglich für Russland bestimmten Schiffe unterscheiden sich die Leistungsmerkmale des Projektes manchmal geringfügig von der französischen Version. Zum Beispiel wird die Gesamtlänge des Schiffsrumpfs der Mistral-Klasse mit 199 Meter angegeben und die Breite mit 32 Meter. Die Seitenhöhe zum Flugdeckhöhe beträgt 27 Meter. Der Tiefgang bei einer Verdrängung von 22 600 t wird mit 6,42 Meter angenommen. Die Höchstgeschwindigkeit bei einem Tiefgang von 6,42 Meter beträgt 18,5 Knoten bei 100 Prozent Azipodleistung. Die seemännische Besatzung besteht aus 177 Personen. Die Anzahl des zusätzlichen technischen Personals für den Flugbetrieb beträgt 481 Personen.

## Militärische Übung

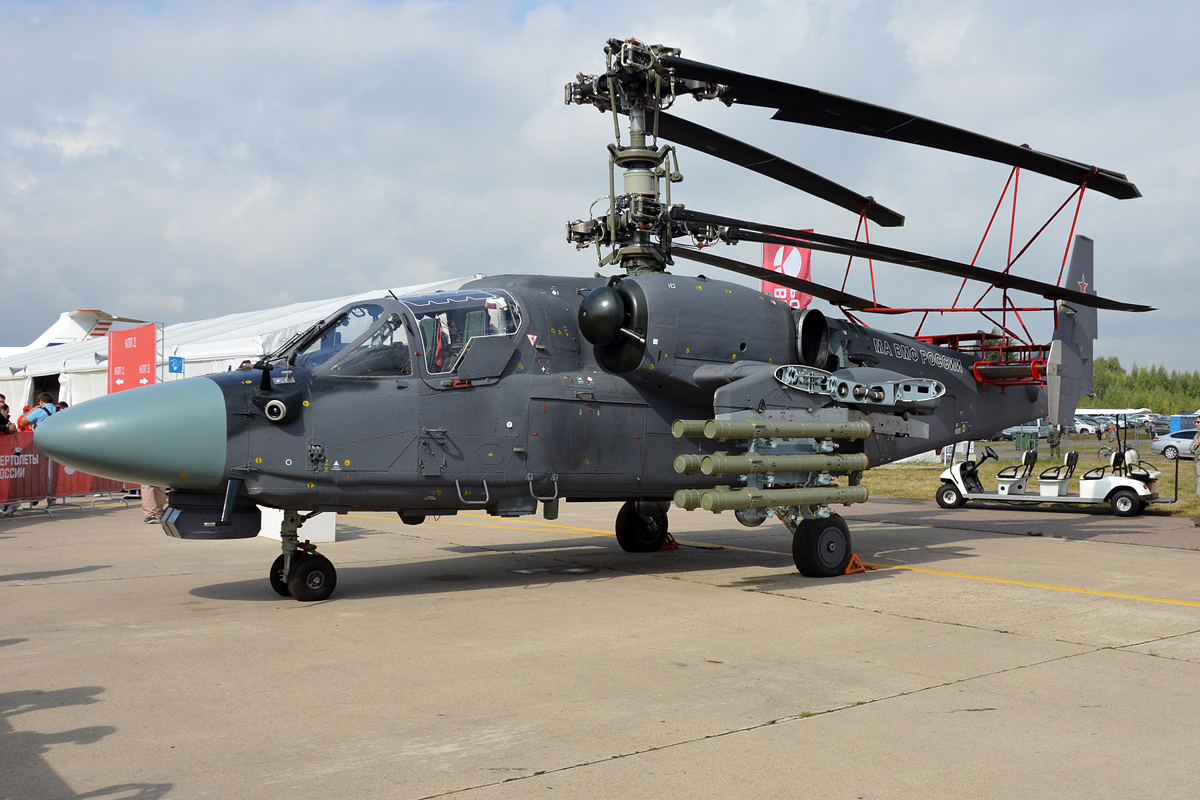
Kampfhubschrauber des Typs Ka-52K „Katran“

Im Juni 2016 nahm die Gamal Abdel Nasser an Militärübungen teil, die von der ägyptischen und französischen Marine gemeinsam im Mittelmeer durchgeführt wurden. Die Übungen fanden unter dem Codenamen „Cleopatra 2016“ statt und dauerten mehrere Tage. Es waren die ersten Übungen für das Schiff, nachdem es Anfang des Monats an Ägypten ausgeliefert wurde. Die Übungen beinhalteten eine Reihe von Aktivitäten, wie z. B. die Planung und Durchführung von Seekampfeinsätzen durch beide Streitkräfte.